# درشفیتس
درشفیتس (به آلمانی: Dreschvitz) یک شهر در آلمان است که در فرپومرن-روگن واقع شده‌است. درشفیتس ۸۲۱ نفر جمعیت دارد.